# 南坪镇 (濉溪县)
南坪镇，是中华人民共和国安徽省淮北市濉溪县下辖的一个乡镇级行政单位。

## 行政区划
南坪镇下辖以下地区：
南坪村、黄沟村、钱铺村、大王村、蒋湖村、街西村、坪西村、朱口村、葛圩村、半铺村、路东村、浍北村、老家村、桃花村、香山村、任集村、忠阳村、庙台村、任圩村、太平村和耿庙村。